# Bielice Nowe
Bielice Nowe (prononciation : [bjɛˈlit͡sɛ ˈnɔvɛ], en allemand : Neu Beelitz) est un  village polonais de la gmina de Krzyż Wielkopolski dans le powiat de Czarnków-Trzcianka de la voïvodie de Grande-Pologne dans le centre-ouest de la Pologne.
Il se situe à environ 3 kilomètres au sud-ouest de Krzyż Wielkopolski (siège de la gmina), à 40 km à l'ouest de Czarnków (siège du powiat), et à 82 km au nord-ouest de Poznań (capitale de la Grande-Pologne).

## Histoire
De 1975 à 1998, le village faisait partie du territoire de la voïvodie de Piła.

Depuis 1999, Bielice Nowe est situé dans la voïvodie de Grande-Pologne.
Jusqu'en 2011, le village s'appelait Nowe Bielice.